# 伊克沙
伊克沙（羅馬化：Iksha）是俄罗斯莫斯科州的市级镇，属州辖市德米特罗夫市（城市区），地处莫斯科州北部，在区行政中心德米特罗夫南偏西、州府莫斯科北偏西方。镇东侧临莫斯科运河，附近有一同名水库（Икшинское вдхр.）。设有同名铁路车站。
该地2021年人口有3,939人；2010年人口3,721；2002年人口3,738；1989年人口4,619。